# Spitz an der Donau
Spitz osztrák mezőváros Alsó-Ausztria Kremsvidéki járásában. 2025 januárjában 1526 lakosa volt. 

## Elhelyezkedése

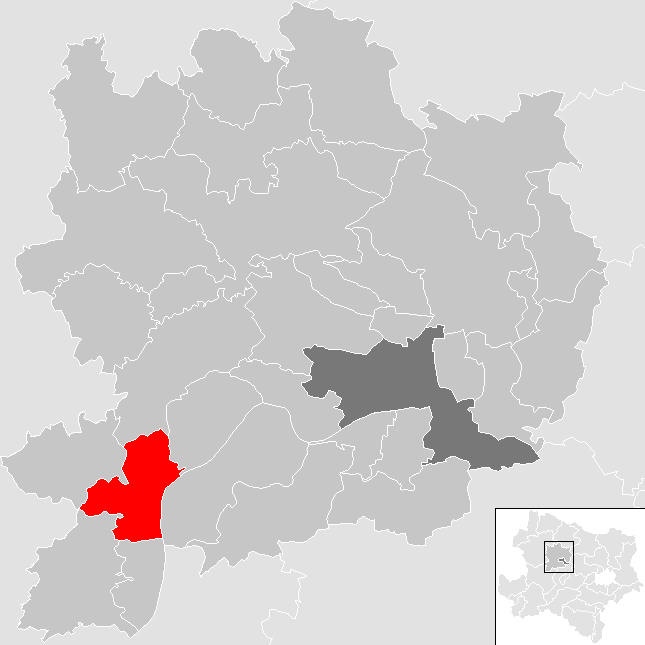
Spitz a Kremsvidéki járásban

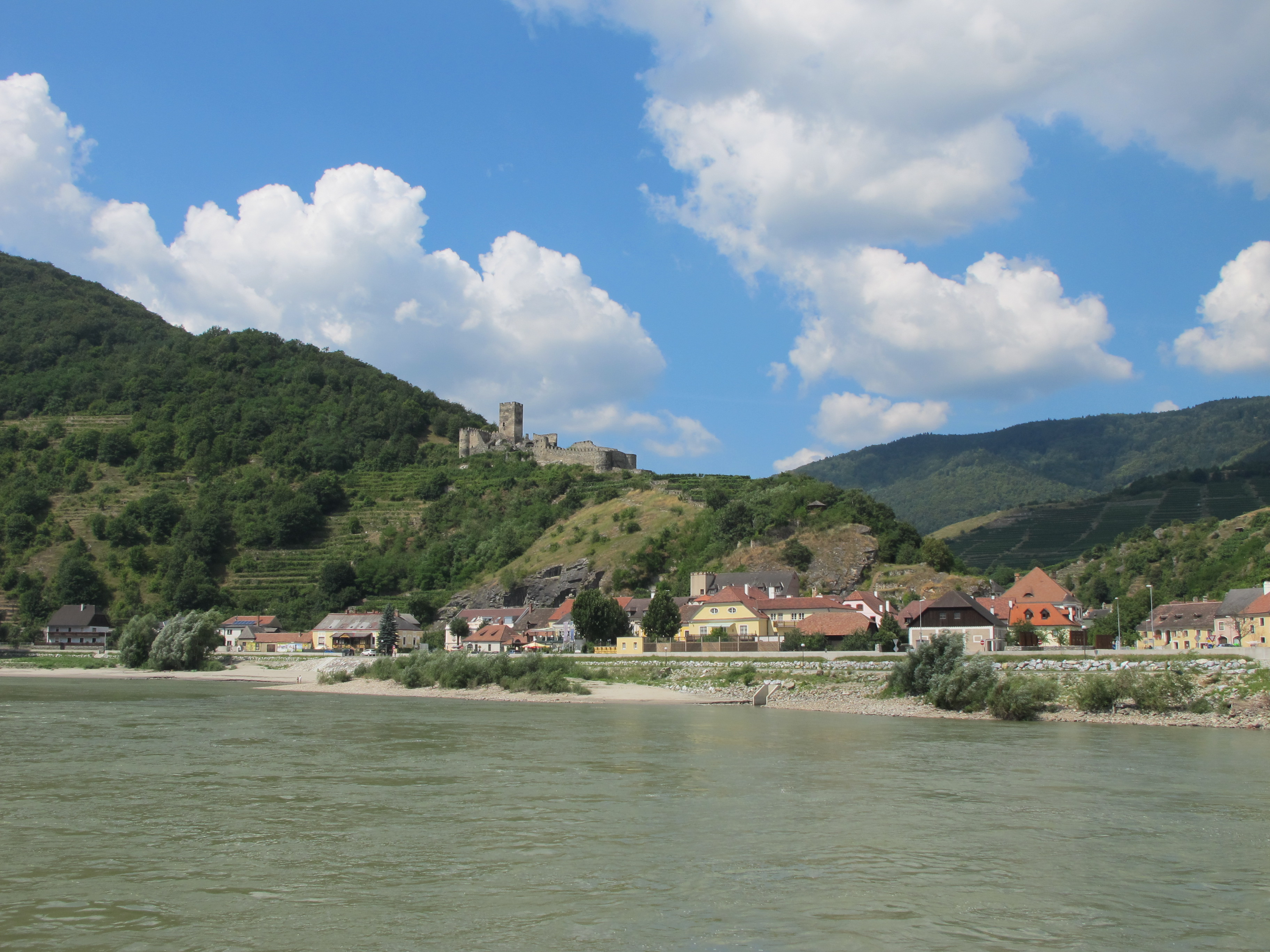
Látkép a Duna felől Hinterhaus romjaival

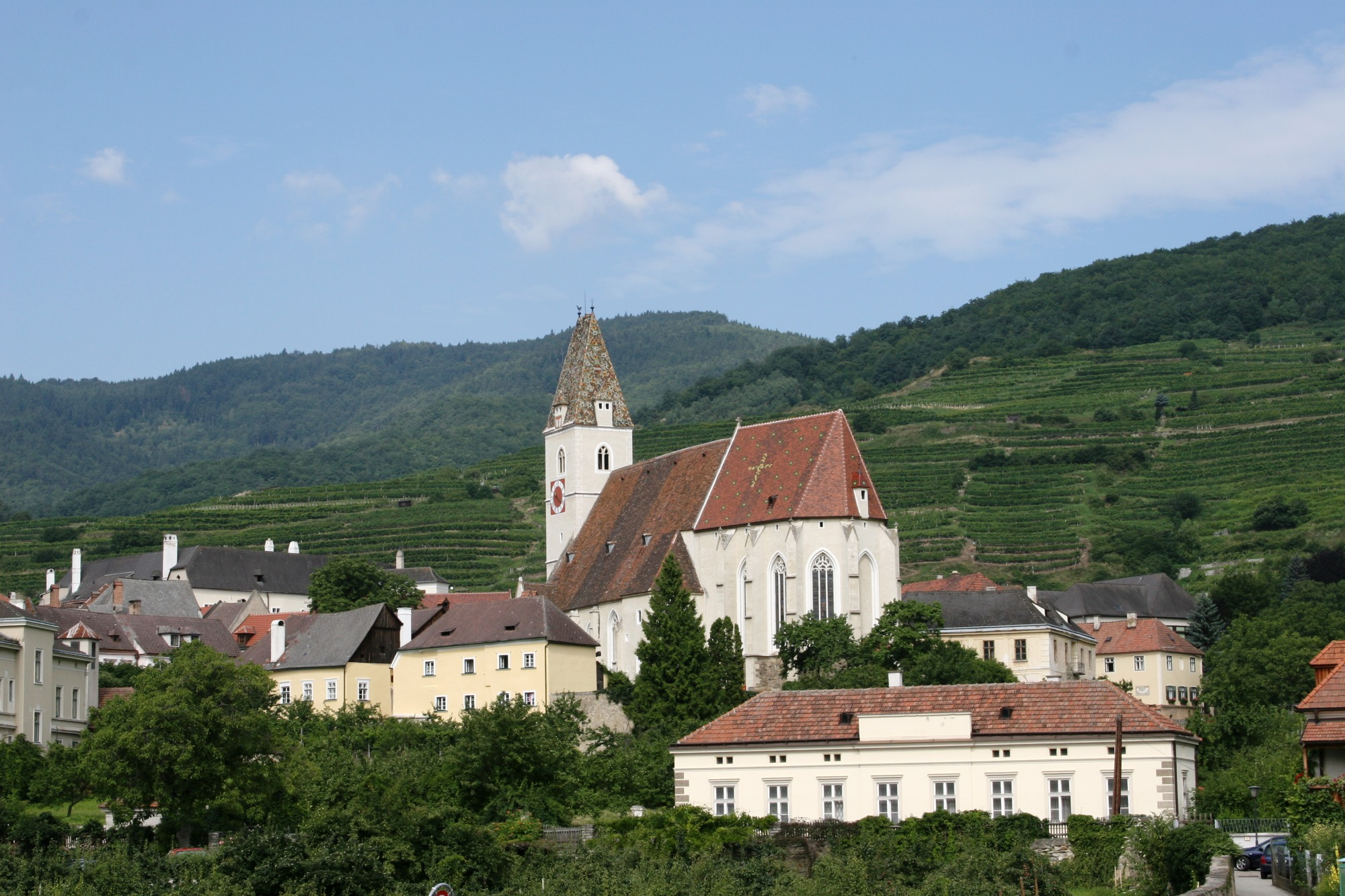
A Szt. Mór-plébániatemplom

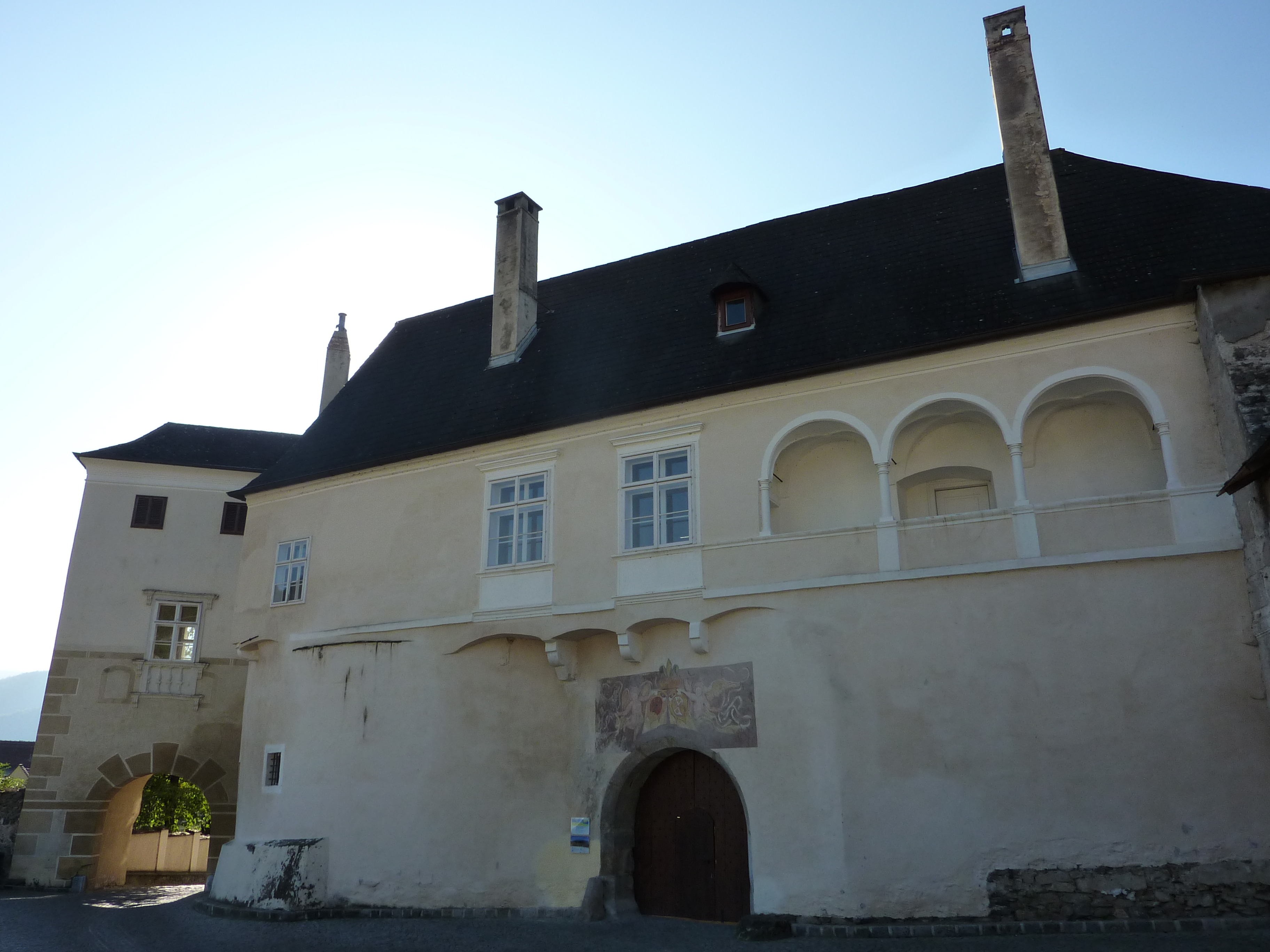
A Niederhaus

Spitz a tartomány Waldviertel régiójában fekszik a wachaui régióban, a Duna bal partján. Területének 69,7%-a erdő, 9,9% szőlő, 12,3% áll egyéb mezőgazdasági művelés alatt. Az önkormányzat 4 települést egyesít: Gut am Steg (141 lakos 2025-ben), Schwallenbach (115), Spitz (1150) és Vießling (120). 
A környező önkormányzatok: északra Weinzierl am Walde, északkeletre Weißenkirchen in der Wachau, keletre Rossatz-Arnsdorf, délre Aggsbach, délnyugatra Maria Laach am Jauerling, északnyugatra Mühldorf.

## Története
Wachaut 830-ban említik először, amikor Német Lajos megerősítette Nagy Károly itteni adományát a bajorországi Niederalteich kolostorának. A Spitz név 1148-ban jelenik meg először írásban. Lakóit 1285-ben már polgárként említik, de biztosan csak 1347-től rendelkezett mezővárosi jogokkal. 1242-ben a niederalteichi kolostor spitzi birtokainak nagy részét átadta a bajor hercegeknek, akik egyéb nemesi családoknak (előbb a Kuenring, a 14. században a Wallsee és a Maissau, a 15. században pedig a Neidegg nemzetségeknek) adták tovább hűbérül. Az uradalom központja az először 1243-ban említett felső vár, az ún. Hinterhaus volt. A 13. században lent a településen egy második várat is építettek, az "alsó Hinterhaust" vagy "Niederhaust", ebből lett később a kastély. Spitzet a 15. században többször is megostromolták. 1409-ben mindkét vár elpusztult, és előbb csak a felső várat építették újjá, amely 1463-ban ismét kiállt egy ostromot. A 15. század végén Mátyás magyar király foglalta el. 
1504-ben I. Miksa császár a Habsburgok nevében átvette a hűbérúri jogokat a bajor hercegektől, majd eladta az uradalmat. A felső vár ezután lakatlanná vált, az alsót pedig a 16. század végén, 17. század elején kastéllyá építették át. Ekkori birtokosai, a Kirchbergek és főleg a Kuefsteinek a protestáns párt oszlopos tagjai voltak. A harmincéves háború kitörést követően, 1620-ban ezért Spitzet kifosztották a császári csapatok, a várat és a kastélyt lerombolták; utóbbit később újjáépítették. 1645-ben a svédek szállták meg a mezővárost. A 17-19. században Dietrichstein grófjai és hercegei voltak Spitz urai. 1871-ben a kastély és a várrom a Bécsi Polgári Kórházi Alapra szállt, ma Spitz önkormányzatnak tulajdonában vannak. A második világháború végén egy helyi építőipari vállalkozásnál magyar zsidó kényszermunkásokat dolgoztattak. 

## Lakosság
A spitzi önkormányzat területén 2025 januárjában 1526 fő élt. Lakosságszáma 1951 óta csökkenő tendenciát mutat. 2023-ban az ittlakók 90,8%-a volt osztrák állampolgár; a külföldiek közül 1,3% a régi (2004 előtti), 3,4% az új EU-tagállamokból érkezett. 0,8% a volt Jugoszlávia (Horvátország és Szlovénia kivételével) vagy Törökország; 3,7% egyéb ország polgára volt. 2001-ben a lakosok 94,3%-a római katolikusnak, 1,4% evangélikusnak, 0,1% ortodoxnak, 0,2% mohamedánnak, 3,1% pedig felekezeten kívülinek vallotta magát. Ugyanekkor 3 magyar élt a mezővárosban; a legnagyobb nemzetiségi csoportot a német anyanyelvűeken (98,6%) kívül a csehek alkották 8 fővel (0,5%).  
A népesség változása:
| Lakosok száma | 1615 | 1620 | 1534 |
|               | 2016 | 2018 | 2022 |

## Látnivalók
- Hinterhaus várának romjai
- Niederhaus kastélya
- Erlahof kastélya
- a Szt. Mór-plébániatemplom
- a hajózási múzeum